# De ladrón a policía
De ladrón a policía (Blue Streak según su título original en inglés) es una película de comedia lanzada en septiembre de 1999 con Martin Lawrence y Luke Wilson. La película cuenta con un reparto adicional de Dave Chappelle, William Forsythe, Nicole Ari Parker, entre otros.
La banda sonora también fue un éxito y ha ganado un disco de platino. Cuenta con artistas como So Plush con Ja Rule, Keith Sweat, Tyrese con Heavy D, Foxy Brown, Kelly Price y otros.
La película fue filmada en locaciones de California.

## Sinopsis
Miles Logan (Martin Lawrence) es un ladrón de joyas que tras su último robo, todo salió mal ya que uno de sus compañeros, quiere todo el dinero y mata a uno de ellos. Entonces Logan decide esconder el diamante. Al esconder el diamante la policía lo atrapa y pasa dos años preso, después de cumplir su condena regresa con su novia, quien terminó su relación porque descubrió que era un ladrón. Después vuelve al edificio que resulta ser una comisaría de policía. Dado que no tenía otra alternativa decide fingir ser un detective especializado en robos.
Miles regresa más tarde disfrazado de un excéntrico repartidor de pizzas. Aunque no puede acceder a los conductos, se las arregla para robar una tarjeta de acceso. Miles visita a su falsificador, el tío Lou, quien crea una placa falsa y papeles de transferencia que le permiten a Miles entrar al edificio haciéndose pasar por un detective Malone recién transferido. Mientras intenta acceder a los conductos, Miles frustra sin darse cuenta la fuga de un prisionero y se une al detective Carlson. La pareja es enviada a una llamada de robo, donde Miles rápidamente lo resuelve como un fraude perpetrado por el propietario. En el viaje de regreso, se topan con un robo a mano armada cometido por el buen amigo de Miles y ex conductor de fuga, Tulley. Miles interviene y arresta a Tulley antes de que la policía pueda dispararle, pero Tulley exige 50.000 dólares para no decir quién es Miles en realidad. Miles hace otro intento de localizar el diamante, pero es interrumpido por Carlson, quien descubre que Miles no es quien dice ser. Miles convence a Carlson de que es de Asuntos Internos. Miles intenta volver a buscar el diamante, pero él y Carlson reciben otra llamada. Mientras están fuera, capturan un camión lleno de heroína que pertenece a un importante comerciante. Miles localiza el diamante en el respiradero dentro del casillero de pruebas y finalmente lo recupera, pero accidentalmente lo deja caer en la carga de heroína que incautaron. El FBI llega y exige que se les entregue la heroína para que la prueben. Miles, presa del pánico, sugiere que el FBI y su unidad policial usan la heroína como cebo en una picadura. Él se las arregla para estar con la heroína en el camión de reparto, pero pronto se unen Tulley (a quien secretamente liberó de la tenencia) y Deacon. Durante el negocio de las drogas, Deacon intenta exponer a Miles como policía a los traficantes de drogas. Mientras Miles y Tulley intentan distraer a los traficantes, la policía y el FBI allanan el trato. Deacon escapa con el diamante en un camión blindado y la policía y el FBI lo siguen mientras se acerca a la frontera con México. La policía y el FBI se ven obligados a detener su persecución en la frontera, pero Miles roba una patrulla y continúa detrás de Deacon. Miles obliga a Deacon a destrozar el camión y luego le ofrece un trato: Deacon le da a Miles el diamante y permite que Miles lo arreste y, a cambio, Miles lo lleva de regreso a los Estados Unidos y lo vuelve a cortar con el diamante. Deacon está de acuerdo, y Miles inmediatamente lo traiciona al esposarlo al camión destrozado para que los Federales lo encuentren. Deacon saca un arma para disparar a Miles, pero Miles se da vuelta y le dispara primero, matándolo y vengando la muerte de Eddie.
Miles camina hacia el lado estadounidense de la frontera, donde el FBI le exige que explique sus acciones. La policía también quiere saber para quién trabaja, ya que sus credenciales falsas no fueron comprobadas. Miles les dice que es un oficial mexicano encubierto y que tiene que regresar a México para explicarles todo a sus compañeros Federales. Miles pasa unos centímetros de la frontera cuando Carlson y Hardcastle lo detienen y revelan que saben quién es Miles en realidad. Sin embargo, no lo arrestan porque están agradecidos por toda su ayuda y lo ven como un amigo. En broma, afirman que el FBI es estricto en la integración de personas más allá de las fronteras internacionales, aunque Miles está a solo unos centímetros de la frontera. Los tres hombres comparten un adiós agridulce, antes de que Miles se dirija a México con el diamante.

## Reparto
- Miles Logan / Detective Malone  — Martin Lawrence
- Detective Carlson — Luke Wilson
- Deacon (Deke) — Peter Greene
- Tulley — Dave Chappelle
- Detective Hardcastle - William Forsythe
- Melissa Green — Nicole Ari Parker
- Rizzo — Graham Beckel
- Glen — Robert Miranda
- Jean LaFleur — Olek Krupa
- Benny — Saverio Guerra
- Tío Lou — Richard C. Sarafian
- Janiece — Tamala Jones
- Detective Diaz — Julio Oscar Mechoso
- Agent Gray — Steve Rankin
- Capitán Penelli — Carmen Argenziano
- Eddie — John Hawkes
- Shawna - Octavia Spencer

## Taquilla
La película se estrenó como el segundo lugar con una cantidad de $1,200,000 en más de 2,735  salas recaundando $117,758,500 a nivel mundial.